# Яковлев, Валерий Андреевич
Валерий Андреевич Яковлев (род. 1937) — советский и российский учёный-медик, терапевт, организатор здравоохранения и медицинской науки, доктор медицинских наук (1980), профессор (1984), генерал-майор медицинской службы (1989). Лауреат Государственной премии СССР (1987). Заслуженный работник высшей школы Российской Федерации (2005).

## Биография
Родился 29 апреля 1937 года в городе Ленинграде. 
С 1957 по 1962 годы проходил обучение в Военно-медицинской академии имени С. М. Кирова. С 1962 по 1967 годы служил в воинских частях Вооружённых Силах СССР: с 1962 по 1965 годы — начальник терапевтического отделения Томского военного госпиталя, с 1965 по 1967 годы — начальник терапевтического отделения Ужурского военного госпиталя Красноярского края.
С 1967 по 1970 годы обучался в адъюнктуре по кафедре терапии усовершенствования врачей Военно-медицинской академии имени С. М. Кирова, ученик академика Н. С. Молчанова. С 1970 по 1972 годы — старший ординатор, с 1972 по 1980 годы — преподаватель, с 1980 по 1982 годы — старший преподаватель, с 1982 по 1985 годы — заместитель начальника и с 1985 по 1994 годы — начальник кафедры кафедры терапии усовершенствования врачей Военно-медицинской академии имени С. М. Кирова, с 1994 по 1997 годы — профессор этой кафедры.
С 1973 по 1975 годы В. А. Яковлев был участником 19-й Советской Антарктической экспедиции, в ходе которой, во главе группы, занимался исследованиями в областях, связанных с ранней диагностикой патологических состояний, при неблагоприятной ситуации, обусловленной воздействием климатической, экологической и географической среды. Эти данные позволили создать новое направление в области биоритмологического изучения процессов адаптации человека в высоких широтах с неблагоприятной средой.
В 1970 году В. А. Яковлев защитил диссертацию на соискание учёной степени кандидата медицинских наук по теме «Изучение гемодинамики при ожоговой болезни», а в 1980 году — диссертацию на соискание учёной степени доктора медицинских наук по теме «Изучение кардиологических и эндокринно-вегетативных аспектов адаптации человека в Антарктиде». В 1984 году В. А. Яковлеву было присвоено учёное звание профессора. В 1989 году Постановлением Совета Министров СССР В. А. Яковлеву было присвоено воинское звание генерал-майора медицинской  службы.
Основная научно-педагогическая деятельность В. А. Яковлева была связана с исследованиями проблем патологии, пульмонологии, кардиологии и эндокринологии. Он являлся автором более четырёхсот научных трудов, в том числе пятнадцати монографий, под его руководством было подготовлено двадцать три кандидатских и около девяти докторских диссертаций. 
В 1987 году Постановлением ЦК КПСС и Совета Министров СССР «За изучение биоритмологических процессов человека в высоких широтах» В. А. Яковлев был удостоен Государственной премии СССР.
В 2005 году Указом Президента Российской Федерации «За заслуги в научно-педагогической деятельности и подготовке высококвалифицированных специалистов» В. А. Яковлеву было присвоено почётное звание «Заслуженный работник высшей школы Российской Федерации».

## Основные труды
- Хроническая интоксикация органическими соединениями фтора. Клиническое исследование / Яковлев В. А., Медведев В. М., Пушкарев А. Д., Карев В. Д.  СПб.: 1992 г. — 242 с.
- Алгоритмы неотложной терапии в кардиологии и эндокринологии / В. А. Яковлев, А. Д. Пушкарев; Воен.-мед. акад. - СПб. : ВМА, 1994 г. — 33 с.
- Легочное сердце / В. А. Яковлев, И. Г. Куренкова. - СПб. : Мед. информ. агентство : Фирма "Сандра", 1996 г. — 351 с. — ISBN 5-85619-079-3
- История 1-й кафедры (терапии усовершенствования врачей) Военно-медицинской академии им. С. М. Кирова (до 1965 г. - кафедра госпитальной терапии) / В. В. Салухов, С. Б. Шустов, В. А. Яковлев, И. Г. Куренкова. - Санкт-Петербург : ВМедА, 2019 г. — 191 с. — ISBN 978-5-94277-069-3

## Награды и премии
- Орден «Знак Почёта»

### Звания
- Заслуженный работник высшей школы Российской Федерации (2005)

### Премии
- Государственная премия СССР (1987)